# Campeonato Mundial de Balonmano Femenino de 2023 – Copa Presidente
La Copa Presidente del XXVI Campeonato Mundial de Balonmano Femenino se celebró en Frederikshavn (Dinamarca) entre el 6 y el 13 de diciembre de 2023 bajo la organización de la Federación Internacional de Balonmano (IHF) y las federaciones de balonmano de los respectivos países sedes.
Tomaron parte en la Copa las ocho selecciones nacionales que no pudieron acceder a la segunda fase del Campeonato Mundial, al quedar en último lugar de sus respectivos grupos de la primera fase.

## Fase de grupos

### Grupo A
| Selección   | J | G | E | P | GF | GC | DG | PTS |
| ----------- | - | - | - | - | -- | -- | -- | --- |
| China       | 0 | 0 | 0 | 0 | 0  | 0  | 0  | 0   |
| Groenlandia | 0 | 0 | 0 | 0 | 0  | 0  | 0  | 0   |
| Islandia    | 0 | 0 | 0 | 0 | 0  | 0  | 0  | 0   |
| Paraguay    | 0 | 0 | 0 | 0 | 0  | 0  | 0  | 0   |

### Grupo B
| Selección      | J | G | E | P | GF | GC | DG | PTS |
| -------------- | - | - | - | - | -- | -- | -- | --- |
| Chile          | 0 | 0 | 0 | 0 | 0  | 0  | 0  | 0   |
| Kazajistán     | 0 | 0 | 0 | 0 | 0  | 0  | 0  | 0   |
| Irán           | 0 | 0 | 0 | 0 | 0  | 0  | 0  | 0   |
| Rep. del Congo | 0 | 0 | 0 | 0 | 0  | 0  | 0  | 0   |